# The Best Smooth Jazz... Ever! Vol.2
The Best Smooth Jazz... Ever! Vol. 2 – druga część czteropłytowych albumów kompilacyjnych z serii The Best... Ever!, wydawanych przez wytwórnię EMI. 
Składanka ukazała się na rynku 21 maja 2005 roku. Na krążkach znalazły się utwory jazzowe zarówno współczesnych artystów tego gatunku, jak i wykonawców, którzy śpiewali w pierwszej i drugiej połowie XX wieku.
Album w Polsce uzyskał status potrójnej platynowej płyty.

## Lista utworów
Na czterech płytach znalazły się następujące utwory:

### CD 1
1. Nina Simone – „My Baby Just Cares for Me”
2. Nat King Cole – „Let There Be Love”
3. Shirley Bassey – „(Where Do I Begin?) Love Story”
4. Cassandra Wilson – „Fragile”
5. Mama Cass – „Dream a Little Dream of Me”
6. Jackie DeShannon – „What the World Needs Now Is Love”
7. Crystal Gayle – „Don’t It Make My Brown Eyes Blue”
8. Bobbie Gentry – „I’ll Never Fall in Love Again”
9. Eliane Elias – „The Girl from Ipanema”
10. Julie London – „Go Slow”
11. Dinah Washington – „Call Me Irresponsible”
12. Alma Cogan – „Somebody Loves Me”
13. Rodney Jones – „Ain’t No Sunshine”
14. Dusty Springfield – „The Look of Love”
15. Ilya – „Bellissimo”

### CD 2
1. Peggy Lee – „Fever”
2. Dionne Warwick – „Walk On By”
3. Dean Martin – „Sway”
4. Aretha Franklin – „I Say a Little Prayer”
5. Kay Starr – „I Cry By Night”
6. Norah Jones – „Come Away with Me”
7. Joss Stone – „The Chokin’ Kind”
8. Nat King Cole – „Bidin’ My Time”
9. Nancy Wilson – „The Nearness of You”
10. Les Baxter – „Unchained Melody”
11. George Michael – „My Baby Just Cares For Me”
12. Angela McCluskey – „I Came Aching”
13. Randy Crafword – „Rainy Night in Georgia”
14. Bryan Ferry – „Falling in Love Again”
15. Dianne Reeves – „In a Sentimental Mood”

### CD 3
1. Louis Armstrong – „What a Wonderful World”
2. Julie London – „When I Fall in Love”
3. Cassandra Wilson – „Tupelo Honey”
4. Peggy Lee – „You’re Getting to Be a Habit with Me”
5. Dinah Shore – „The Man I Love”
6. BeHey – „It’s a Perfect Day”
7. Flabby – „Mambo Italiano”
8. Tab Two – „Let It Flow”
9. Gabin feat. Stefano Di Battista – „Doo Uap, Doo Uap, Doo Uap”
10. Nicola Conte – „Sea And Sand”
11. Eliane Elias – „I Fall in Love Too Easily”
12. Sarah Vaughan – „All or Nothing”
13. Lena Horne, Ray Ellis & Orchestra – „In Love in Vain”
14. Betty Lavette – „Let Me Down Easy”
15. Laima – „What’s Forever”

### CD 4
1. Gabin – „La Maison”
2. Ive Mendes – „If You Leave Me Now”
3. Beady Belle – „Game”
4. Us3 – „Come on Everybody (Get Down)”
5. Flabby – „Jazz 4 Two”
6. Etta James – „I Just Wanna Make Love To You”
7. Lou Rawls i Dianne Reeves – „At Last”
8. Nancy Wilson – „All Night Long (All Night)”
9. Holly Cole – „Make It Go Away”
10. Bonnie Raitt – „I Can’t Make You Love Me”
11. Dinah Washington – „Drinkin’ Again”
12. Nina Simone – „Wild Is The Wind”
13. Peggy Lee – „As Time Goes By”
14. Julie London – „The Thrill Is Gone”
15. Jimmy Smith – „Summertime”